# Pizzarelle
Le pizzarelle sono una pasta tipica di Cerreto Laziale, comune della Città metropolitana di Roma Capitale, nel Lazio.

## Preparazione

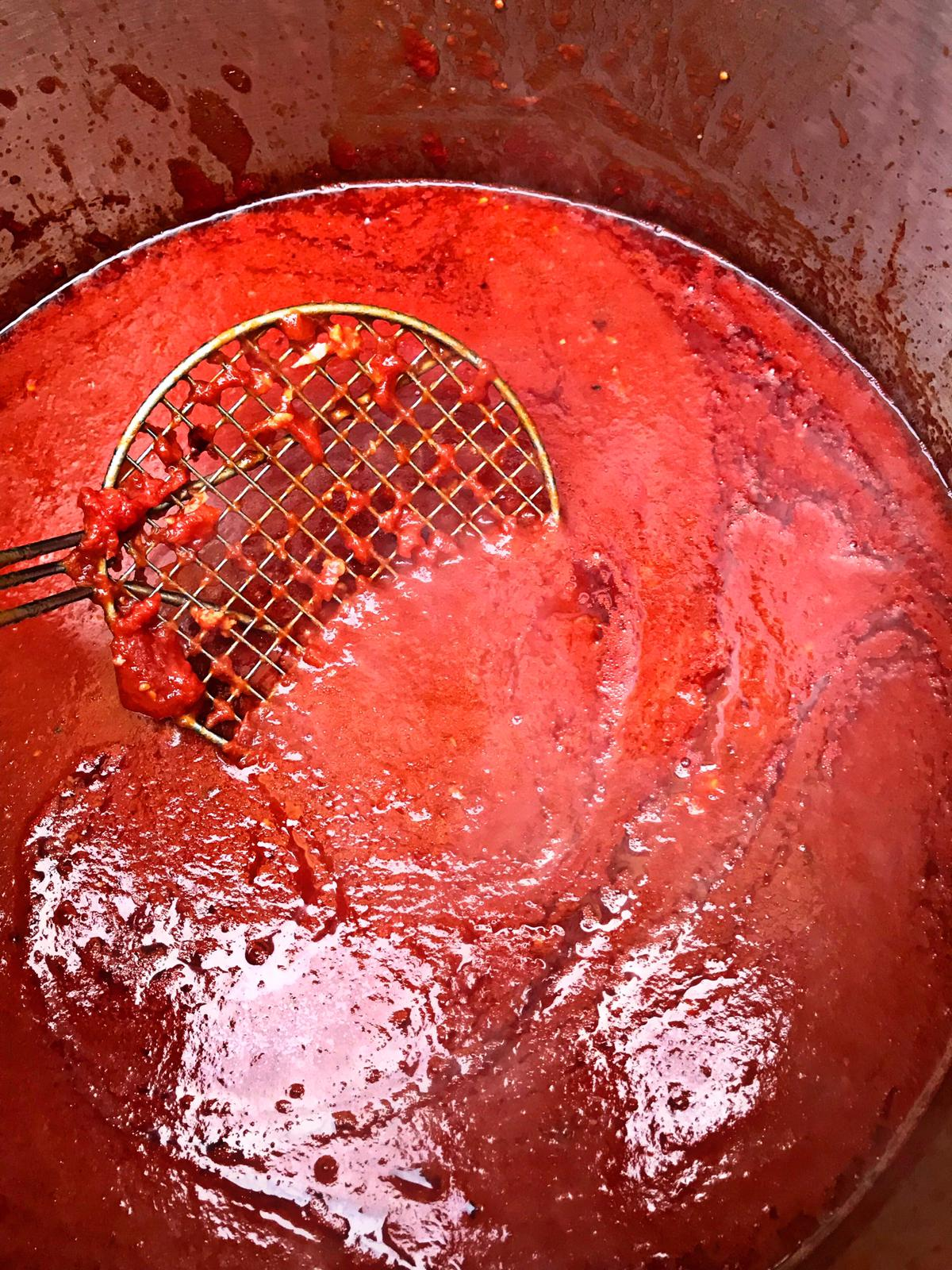
Il classico sugo al pistacchiu.

Le pizzarelle sono una pasta fatta in casa a base di acqua, farina di grano e di mais; è ammessa anche l’aggiunta di un uovo intero che favorisce l’ottenimento di un impasto più compatto.
Si caratterizzano per la forma grossolana a spaghettone, colore giallo paglierino e una lunghezza di circa 10 cm. L’impasto compatto e liscio viene poi steso con il matterello in modo da ottenere una sfoglia non troppo fine ma alta circa 3 – 4 mm. La sfoglia viene arrotolata su sé stessa e tagliata in tante strisce grossolane a mo’ di spaghettone e lunghe circa 10 cm.
Vengono condite col tradizionale sugu agliu pistacchiu, salsa di pomodoro preparata con un pesto (da cui il nome del sugo) d'aglio, olio, peperoncino e, facoltativamente, alici. Il piatto da tradizione va servito con una spolverata di pecorino romano. Altrettanto apprezzate sono le versioni con le ciammaruche (in dialetto cerretano "lumache") o con il baccalà.

## Storia
Le pizzarelle appartengono alla storia di Cerreto fin dal dopoguerra: era la pasta fatta in casa dalle massaie, che mischiavano la farina di grano tenero con quella di mais, ampiamente coltivato nella zona, che serviva per aumentare la dose di farina e fare un quantitativo maggiore di pizzarelle.
In origine, la ricetta non prevedeva l'uso delle uova. L'impasto veniva mescolato con la sola acqua, rendendo la pasta più grezza e dura. Col tempo, la ricetta è stata riadattata e l'aggiunta di uova è risultata sicuramente una soluzione più pratica.

## Sagra delle Pizzarelle

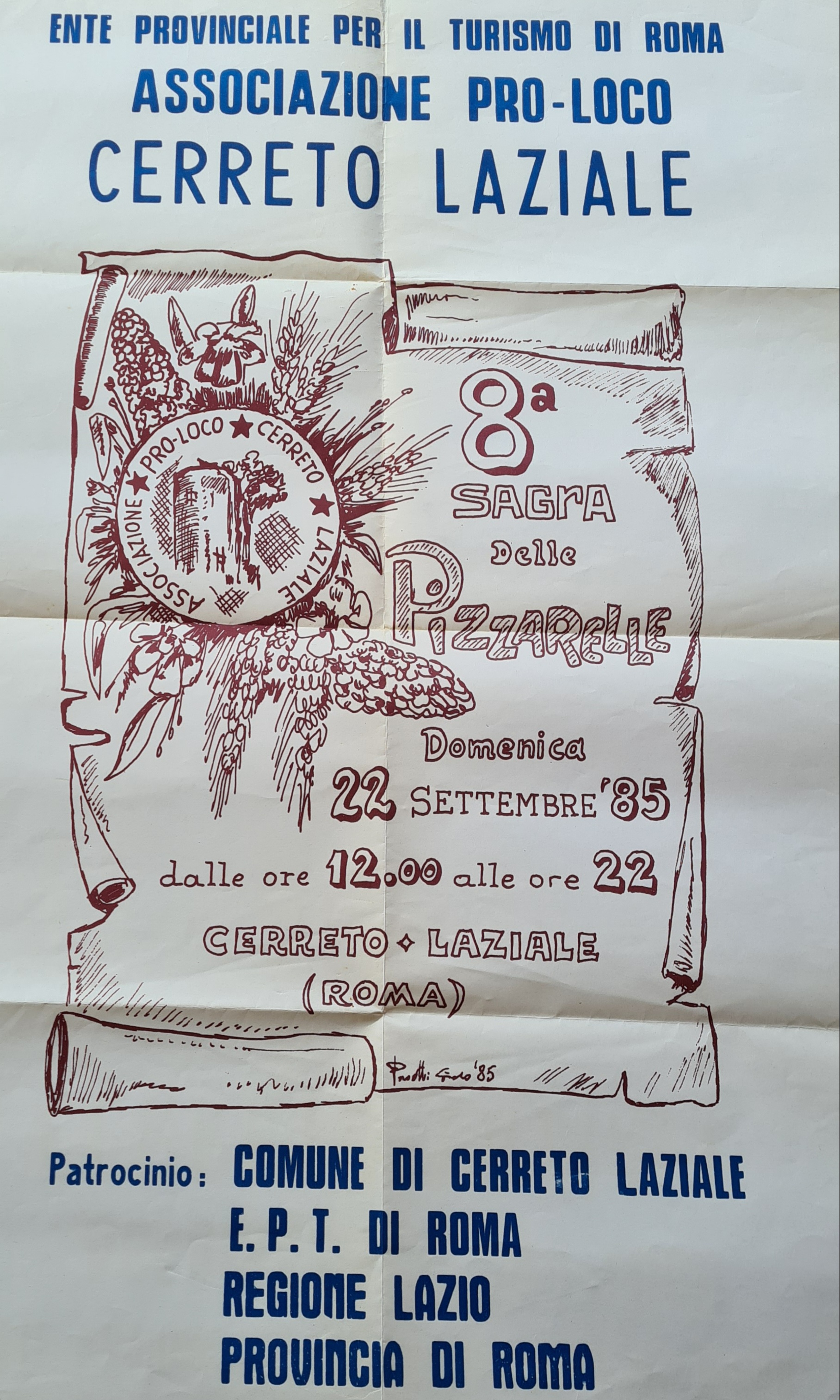
Un manifesto della Sagra delle Pizzarelle risalente alla VIII edizione del 1985.

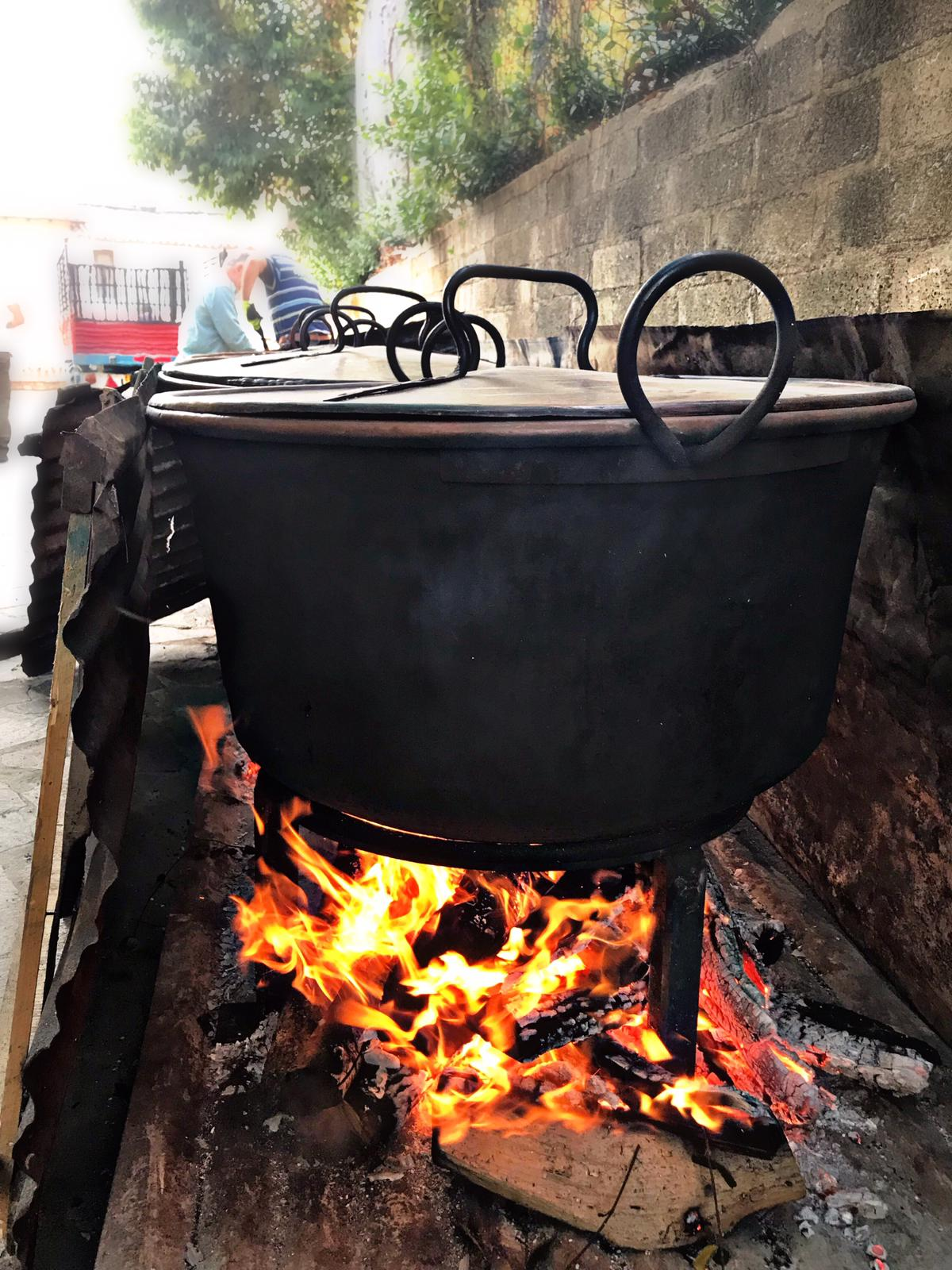
Le tradizionali callare di rame alimentate da fuoco a legna.

La storia della sagra inizia la sera del 6 settembre 1978 quando, alle ore 21:15, l'allora direttivo della Pro Loco di Cerreto Laziale si riunisce per deliberare sulle varie manifestazioni da organizzare in occasione dei festeggiamenti della Madonna delle Grazie, evento molto sentito dai cerretani, che si sarebbero celebrati di lì a poco. All'unanimità, il direttivo decise di organizzare la prima Sagra delle Pizzarelle il successivo 16 settembre, come coronamento dei festeggiamenti religiosi. E fu così che da quel 16 settembre 1978, ogni anno (eccezione fatta per l'edizione del 2020, sospesa a causa della pandemia di Covid-19), si tiene a Cerreto, nella piazza principale del paese, la tradizionale Sagra delle Pizzarelle.
Durante l'evento viene servita la versione classica al pistacchiu. Ad occuparsi dell'organizzazione e dell'allestimento della manifestazione è, da sempre, l'associazione Pro Loco. In questa occasione, le pizzarelle vengono cotte nelle caratteristiche callare (caldaie, in italiano), grandi recipienti di rame (riscaldati ancora oggi dal fuoco a legna), per poi essere condite e servite sulle scife, recipienti di legno con sponde basse.
La sagra cade ogni seconda domenica dopo l'8 settembre e segue le celebrazioni in onore della Madonna delle Grazie, per continuare ad onorare una tradizione che caratterizza ormai la vita e la cultura del paese. A testimoniare ciò, la celebre frase che viene recitata ogni anno al termine della manifestazione: "Doppu 'e pizzarelle, se rappirricanu 'e canestrelle" ("Dopo le pizzarelle, si riappendono le canestre"). La frase sta ad indicare il fatto che la sagra rappresenti per Cerreto la conclusione delle festività estive (che, dall'inizio di agosto, si protraggono sino alla fine di settembre): la frase fa riferimento ai contadini che, terminato il duro lavoro nei campi, facevano ritorno alle proprie case e riponevano gli strumenti di lavoro.

## Riconoscimenti
Il 26 maggio 2023, il Ministero dell'agricoltura, della sovranità alimentare e delle foreste, in occasione della ventitreesima revisione dell'elenco dei prodotti agroalimentari tradizionali (P.A.T.), ha inserito le pizzarelle nell'elenco dei P.A.T. del Lazio.